# Pittsfield (Wisconsin)
Pittsfield es un pueblo ubicado en el condado de Brown en el estado estadounidense de Wisconsin. En el Censo de 2010 tenía una población de 2.608 habitantes y una densidad poblacional de 31,35 personas por km².

## Geografía
Pittsfield se encuentra ubicado en las coordenadas 44°37′54″N 88°11′6″O / 44.63167, -88.18500. Según la Oficina del Censo de los Estados Unidos, Pittsfield tiene una superficie total de 83.18 km², de la cual 83.12 km² corresponden a tierra firme y (0.07%) 0.06 km² es agua.

## Demografía
Según el censo de 2010, había 2.608 personas residiendo en Pittsfield. La densidad de población era de 31,35 hab./km². De los 2.608 habitantes, Pittsfield estaba compuesto por el 97.28% blancos, el 0.38% eran afroamericanos, el 0.61% eran amerindios, el 0.77% eran asiáticos, el 0% eran isleños del Pacífico, el 0.27% eran de otras razas y el 0.69% pertenecían a dos o más razas. Del total de la población el 0.69% eran hispanos o latinos de cualquier raza.